# Fay-de-Bretagne
 Fay-de-Bretagne  es una población y comuna francesa, situada en la región de Países del Loira, departamento de Loira Atlántico, en el distrito de Châteaubriant y cantón de Blain.

## Demografía
| 2172 | 2109 | 1947 | 2175 | 2388 | 2489 |
| Para los censos de 1962 a 1999 la población legal corresponde a la población sin duplicidades (Fuente: INSEE [Consultar]) |      |      |      |      |      |